# Agnese Duranti
Agnese Duranti, född 18 december 2000 i Spoleto, är en italiensk gymnast, som tävlar i rytmisk gymnastik.

## Karriär
Agnese Duranti har medverkat på ett flertal VM-turneringar där hon bland annat tagit fem guld. Vid OS 2020 och OS 2024 ingick hon i det italienska laget som tog brons i truppmångkampen.